# Muztagh-Pass
Muztagh-Pass (englisch Mustagh Pass) ist der Name zweier Hochgebirgspässe, die die Hauptwasserscheide des Karakorum überwinden.
Es gibt zwei Pässe: den Alten Muztagh-Pass, auch Östlicher Muztagh-Pass, mit einer Scheitelhöhe von 5376 m und den so genannten Westlichen Muztagh-Pass (auch Neuer Muztagh-Pass) im Westen mit etwa 5.700 bis 5.800 Metern über Meereshöhe. Beide Pässe liegen auf der Grenze von Pakistan und China.
Beide Pässe liegen auf der Wasserscheide zwischen den Flüssen, die nach Norden und Osten ins Tarim-Becken oder nach Süden in den Indischen Ozean fließen. Der Östliche Muztagh-Pass liegt im Baltoro Muztagh und verbindet den Muztagh-Gletscher im Süden, einen Seitengletscher des Baltorogletschers mit dem Sarpo-Laggo-Gletscher im Norden, der zum Shaksgam-Tal führt. Der Westliche Muztagh-Pass zerteilt die Hauptkette des Karakorum und trennt den Gebirgszug des Baltoro Muztagh im Osten vom Panmah Muztagh im Westen.
Die Route über den Östlichen Muztagh-Pass ist der kürzeste Weg von Yarkant nach Skardu an den Indus in Baltistan oder nach Srinagar in Kaschmir. Der Pass liegt etwa in der Mitte zwischen dem Karakorumpass im Osten, der nach Leh in Ladakh führt und dem Kilik- und Mintaka-Pass, die im Westen ins Hunzatal nach Gilgit führen.
Der Pass wurde seit der Mitte des 19. Jahrhunderts unpassierbar, da sich die Gletscher auf ihm ausbreiteten. 1861, als Henry Haversham Godwin-Austen diese Region erforschte, stellte sich heraus, dass nur wenige Balti, die in Yarkand leben, diesen Pass zum Besuch ihrer Familien benutzen. Frederic Drew berichtete, dass der Pass zwischen Yarkant und Baltistan in den Jahren 1863 und 1870 nicht begangen wurde.
Es ist unklar, wie intensiv der Pass in der Vergangenheit genutzt wurde, obwohl es möglich ist, dass er wesentlich früher in der Zeit der späten Han-Dynastie genutzt wurde. Es ist auch möglich, sogar wahrscheinlich, dass diese Route der chinesische Mönch Faxian auf seinem Weg nach Indien im Jahre 399 nutzte.
Francis Younghusband (1863–1942) war der erste Europäer, von dem man weiß, dass er den Pass überquerte, was ihm nach einem Bericht von Oberst Mark Server Bell erhebliche Schwierigkeiten bereitete, bis er schließlich das Dorf Askole in Baltistan erreichte.
Einer italienischen Erkundungsexpedition des inneren Karakorums unter Führung von Aimone di Savoia-Aosta, Herzog von Spoleto, gelang 1929 die Überschreitung des Passes von Süden nach Norden (bzw. Westen nach Osten). Ardito Desio, Geograph und Geologe dieser Expedition, leitete 1954 die Expedition zur Erstbesteigung des K2.
Ein Bericht über eine weitere Überquerung stammt von einer französischen Skiexpedition 1986. 2004 überquerte eine Gruppe um David Hamilton auf ihrer Great Karakoram Ski Traverse den westlichen und den östlichen Muztagh-Pass, letzteren jedoch nur, weil ihnen die Zeit fehlte, einen weiter östlich gelegenen Übergang zum Baltoro-Gletscher zu finden.